# Rue Horace-Bertin
La rue Horace-Bertin est une voie située dans le 5e arrondissement de Marseille. 

## Situation et accès
Elle va de la place Jean-Jaurès à la rue George. 

## Origine du nom
Elle doit son nom à Simon Bense, dit Horace Bertin, journaliste et président fondateur du syndicat de la presse marseillaise en 1880.